# 大津美子
大津 美子（おおつ よしこ、1938年1月12日 - ）は、日本の歌手。

## 人物
愛知県豊橋市出身。私立桜ヶ丘高校卒業。
1953年（昭和28年）、キングレコード専属作曲家だった渡久地政信に弟子入り。この頃は、毎週土曜日に夜行電車に乗り上京し、翌日の昼のレッスンを受け帰郷するという生活を続けていた。|
1955年（昭和30年）7月、キングレコードから｢千鳥のブルース｣でデビュー。デビュー2ヵ月後の9月に発売した「東京アンナ」が大ヒット。「東京アンナ」がヒットしている最中、恩師渡久地政信がビクターに移籍した。これにより落胆する大津にキング文芸部長だった町尻量光は、同社作曲家だった飯田三郎を紹介し、以後、飯田が大津を指導することになる。
1956年（昭和31年）、師である飯田が作曲し高橋掬太郎が作詞した同名映画の主題歌「ここに幸あり」が空前の大ヒットとなる。国内では結婚式用ソングとして親しまれたほか、とりわけハワイ、ブラジルなどの多くの日系人の間で当時から今日に至るまで愛唱されており、大津も公演に出向いた。
NHK紅白歌合戦に7回出場している（詳細はNHK紅白歌合戦出場歴の節を参照）。
1969年（昭和44年）、実業家と結婚。1980年（昭和55年）、脳動脈破裂（くも膜下出血）により倒れるが、奇跡のカムバックを遂げた。
1995年（平成7年）から1997年（平成9年）まで社団法人日本歌手協会副会長に選出。1997年（平成9年）、文化庁長官賞受賞。1999年（平成11年）9月、豊橋ふるさと大使。
2005年、歌手生活50周年を迎え、記念のBOXセット「大津美子大全集」（CD6枚組）を発売。「ここに幸あり」「東京は恋人」などの往年のヒット曲をオーケストラとの共演で新録音している。
2014年（平成16年）7月、2015年の歌手デビュー60周年目に際して、地元愛知県で収録されたNHKBS日本のうたにスペシャル・ステージ枠で出演。（共演は後輩の市川由紀乃、竹島宏）自身のヒット曲「東京アンナ」「東京は恋人」「銀座の蝶」「いのちの限り」などをメドレーで披露した他、思い出のヒット曲として「白い桟橋」「ここに幸あり」を熱唱した。現在でも、そのダイナミックなアルトの歌声は健在で、新曲発売や公演、テレビ出演など精力的に活動を続けている。
2018年（平成20年）には傘寿を祝うパーティーが東京で催され、2024年10月2日には穂の国とよはし芸術劇場PLATで歌手生活70周年記念コンサートが開催される予定だったが、直前に体調不良を訴え検査の結果、公演開催が困難だと診断されたとして、コンサートは中止となった。

## エピソード
- 2005年に放送された、テレビ東京の『昭和歌謡大全集』で、司会の玉置宏に「歌手になる前の憧れの歌手は?」と尋ねられ「菅原都々子先生です」と答えている。菅原の高音の「泣き節」に感動したという。菅原都々子は同じ質問に対して「先輩歌手の中には素晴らしい方が沢山いらっしゃるけれど、誰か一人にしぼることはできません」と答えている。
- 「ここに幸あり」は元々、レコード会社の先輩である三条町子が吹き込みを予定していたが、三条がこの時出産のため吹き込みができなくなってしまい、当時新人歌手だった大津にお鉢が回ってきた。

## ヒット曲・代表曲
- 東京アンナ　（1955）
  - 作詞：藤間哲郎／作曲：渡久地政信／編曲：渡久地政信
- ここに幸あり　（1956）
  - 作詞：高橋掬太郎／作曲：飯田三郎／編曲：飯田三郎
- 青い月夜の並木路　（1956）
  - 作詞：東條寿三郎／作曲：吉田矢健治／編曲：吉田矢健治
- 流れのジプシー娘　（1956）
  - 作詞：矢野亮／作曲：飯田三郎／編曲：飯田三郎
- いのちの限り　（1957）
  - 作詞：矢野亮／作曲：江口浩司／編曲：江口浩司
- 東京は恋人　（1957）
  - 作詞：横井弘／作曲：飯田三郎／編曲：飯田三郎
- 純愛の砂　（1957）
  - 作詞：矢野亮／作曲：飯田三郎／編曲：飯田三郎
- 銀座の蝶　（1958）
  - 作詞：横井弘／作曲：桜田誠一／編曲：桜田誠一
- 白い桟橋'　（1958）
  - 作詞：内村直也／作曲：飯田三郎／編曲：飯田三郎
- 東京ドライブ　（1958）
  - 作詞：横井弘／作曲：佐伯としを／編曲：佐伯としを
- 空へ帰る人　（1959）
  - 作詞：横井弘／作曲：飯田三郎／編曲：飯田三郎
- 忘れないで　（1960）
  - 作詞：たなかゆきを／作曲：山田量男／編曲：江口浩司

## NHK紅白歌合戦出場歴
| 1956年（昭和31年）/第7回 | 東京アンナ   | 曾根史郎     |
| 1957年（昭和32年）/第8回 | 東京は恋人   | フランク永井 |
| 1958年（昭和33年）/第9回 | 銀座の蝶     | 若山彰       |
| 1959年（昭和34年）/第10回 | 空へ帰る人   | 神戸一郎     |
| 1960年（昭和35年）/第11回 | 東京ドライブ | 神戸一郎     |
| 1962年（昭和37年）/第13回 | 忘れないで   | 三浦洸一     |
| 1990年（平成2年）/第41回 | ここに幸あり | 堀内孝雄     |
| - 第7回と第8回、第9回、第10回は、ラジオ中継による音声が現存し、第41回は歌唱映像（カラー）が現存する。 - 第8回と第9回は大津の歌唱中の写真も現存する。 - 第10回は2009年4月29日放送のNHK-FM『今日は一日“戦後歌謡”三昧』の中で、大津の歌の音声も含め全編の音声が再放送された（音声はモノラル）。 - 第9回の音声も、2010年4月29日放送の（前年に続き2度目の）NHK-FM『今日は一日“戦後歌謡”三昧』の中で紹介された（音声はモノラル）。 |              |              |

## 主な他のシングル
- 形見の詩集（1955年、デビューから2作目）
- 雨にびっしょり夜の街（1957年）
- 大阪の夜（1959年）
- ハミングお嬢さん（1960年）
- サンパウロ・チャチャ（1960年）
- 恋の糸満娘（1961年）
- ひとり行く旅なれば（1962年）
- 紫川の白い花（1963年）
- 東京のクレオパトラ（1963年）
- 東京ローレライ（1963年）
- 女の風雪（1963年）
- かりそめの恋（1964年、三条町子のヒット曲のカヴァー）
- 海つばめ（1964年、ビクター移籍第一弾、第一回吹込曲）
- 土佐のカルメン（1965年、ビクター）
- 美しき愛のかけら（1973年）
- 若き日の詩（1977年、KING、GK-100）
  - 若き日の詩 - 作詞：東海林良、作曲：馬飼野康二
  - ここに幸あり - 作詞：高橋掬太郎、作曲：飯田三郎
- 横須賀マリア（1978年、KING、GK-203）
  - 横須賀マリア - 作詞：たかたかし、作曲：馬飼野康二
  - 雨ようたって愛の詩 - 作詞：たかたかし、作曲：馬飼野康二
- 夜霧のハンブルク（1979年、KING、GK-359）
  - 夜霧のハンブルク - 作詞：和田隆夫、作曲：林伊佐緒
  - 覚えていますか - 作詞・作曲：たきのえいじ
- 愁恋歌（1991年、KING、KIDX-35）
  - 愁恋歌 - 作詞：荒木とよひさ、作曲：三木たかし
  - 愛に溺れて - 作詞：荒木とよひさ、作曲：三木たかし
- この生命のある限り（1995年、KING、KIDX-230）
  - この生命のある限り - 作詞：荒木とよひさ、作曲：市川昭介
  - 雲よ何処に - 作詞：荒木とよひさ、作曲：市川昭介
- 愛の詩を花の詩を（2000年、KING、KIDX-546） ※歌手生活45周年記念盤
  - 愛の詩を花の詩を - 作詞：荒木とよひさ、作曲：三木たかし
  - オムレツの舞踏曲 - 作詞：荒木とよひさ、作曲：三木たかし
- 夜空に光るあの星よ（2015年、KING、KICM-30687） ※歌手生活60周年記念盤
  - 夜空に光るあの星よ - 作詞：東逸平、作曲：杉本眞人
  - ここに幸あり（60周年バージョン） - 作詞：高橋掬太郎、作曲：飯田三郎

## 主なテレビ番組出演

### 歌番組
- 花の星座（NHK総合）
- 歌の広場（NHK総合）
- 思い出のメロディー（NHK総合・ラジオ第1）
- BS日本のうた（NHK-BS2）
- NHK歌謡コンサート（2012年5月22日、NHK総合）
- 木曜8時のコンサート〜名曲!にっぽんの歌〜（テレビ東京）
- 第45回年忘れにっぽんの歌（テレビ東京、2012年12月31日）

他、数々の歌番組に出演

### ドラマ
- 魔女はホットなお年頃　19話（MBS）
- 特別機動捜査隊 第314話（NET）

## その他の出演
- 秋の歌謡フェスティバル[13]（ゆうぽうと、2012年10月12日）
- 日本歌手協会創立50周年記念　歌謡フェスティバル（ゆうぽうと、2013年11月22日）